# Shark! Shark!
Shark! Shark!, parfois traduit Les Requins! pour les marchés francophones, est un jeu vidéo développé et édité par Mattel Electronics, sorti en 1982 sur la console Intellivision.

## Système de jeu

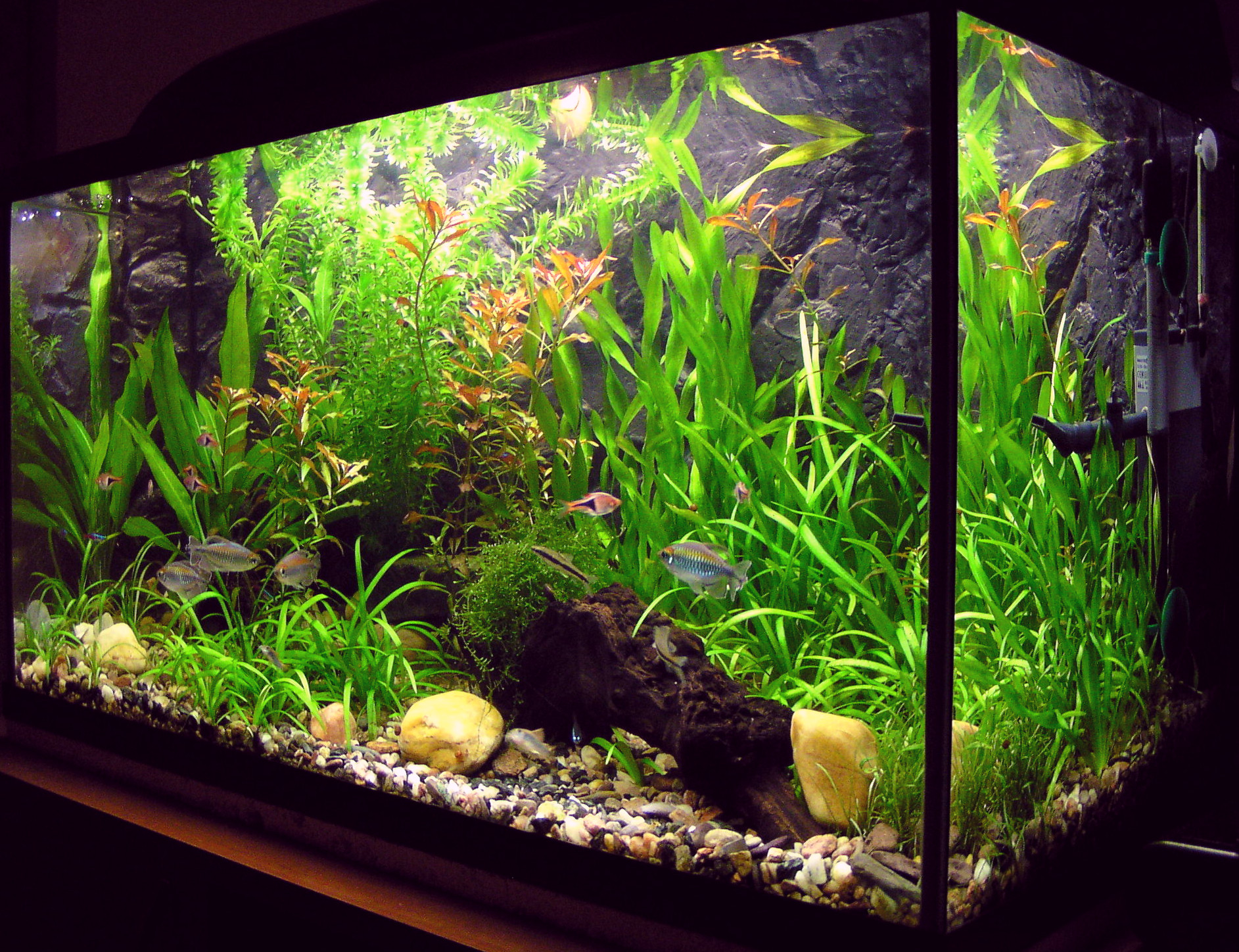
L'écran de jeu principal de Shark! Shark! rappelle inévitablement un aquarium où évoluent différents poissons.

Un ou deux joueurs simultanément incarnent un poisson, évoluant dans une portion d'océan limitée à la largeur de l'écran, qui doit manger les poissons plus petits ou de la même taille que lui (y compris le joueur adverse lors d'une partie multi-joueurs), tout en évitant les gros poissons, les requins, les crabes, les homards et les méduses. Il est possible d'attaquer le requin en lui mordant la queue, et le tuer après plusieurs assauts. Les crabes et homards peuvent être mangé uniquement par un poisson de taille 4 minimum, et lorsqu'ils retombent d'un saut. Après avoir mangé un certain nombre de proies, le poisson du joueur grossit (jusqu'à 5 fois) et peut ainsi manger une plus grande variété de poissons, mais devient également plus lent et plus difficile à contrôler.
Manger un poisson contrôlé par l'ordinateur rapporte entre 100 et 350 points selon sa taille, le poisson adverse entre 150 et 300 points. Mordre la queue du requin donne entre 150 et 350 points, un crabe ou un homard entre 500 et 750 points.

## Développement
C'est le proverbe « Les gros poissons mangent les petits » qui aurait donné l'idée du jeu selon Ji-Wen Tsao, chargée de la programmation.
Andy Sells est le compositeur de la musique de game over. Il envisage tout d'abord une reprise amusante de Mack the Knife (où MacHeath est comparé à un requin). Mais l'idée est écartée lorsque le département juridique de Mattel, tentant d'obtenir les droits d'utilisation du morceau, découvre que ceux-ci appartiennent à Warner Communications, alors maison mère du grand rival Atari. C'est donc finalement une musique originale, inspirée de Rossini qui clôt le jeu.
Les illustrations du packaging sont de Jerrol Richardson.
Un prototype, retrouvé dans les années 2000, intitulé Shark! et daté de 1983, laisse penser que Mattel Electronics avait commencé à travailler sur une adaptation  pour Aquarius, mais le titre n'est mentionné dans aucun catalogue ou document promotionnel de l'époque.

## Réception
À sa sortie, le jeu reçoit d'excellentes critiques et connait un succès inattendu. Mattel, qui hésitait à éditer le jeu, n'avait prévu que 5 600 exemplaires pour son lancement.
Dans Video Games, Perry Greenberg décrit le jeu comme « ravisant », à la fois « coloré et stimulant ». Dans Electronic Fun, Mark Brownstein trouve les graphismes « propres et colorés », et que le jeu sait forcer le joueur a toujours faire « juste un autre partie » dans l'espoir de battre son meilleur score. Videogaming Illustrated qualifie le titre d'« original », d'« incontournable » et finalement d'« une des meilleures cartouches de la console »,.
Plus récemment, Brett Weiss note en 2014 que « pour un jeu avec un concept d'action simple, Shark! Shark! est de nature assez stratégique » et considère cet « aquarium virtuel » comme un des meilleurs et des plus divertissants jeux de vie marine jamais créé toutes consoles confondues.

## Héritage
Shark! Shark! est présent, émulé, dans la compilation Intellivision Lives! (en) sortie sur diverses plateformes.
Shark! Shark! fait partie des jeux intégrés dans la console Intellivision Flashback, sortie en 2014.
Le 19 mai 2010, Shark! Shark! est ajouté au service Game Room (en) de Microsoft, accessible sur Xbox 360 et PC.
En septembre 2012, Intellivision Productions annonce l'arrivée d'Intellivision Gen2 regroupant trois jeux classiques de la console de jeu Intellivision, dont Shark! Shark! Gen2, sur le PlayStation Home. L'équipe de développement les présente comme des « conversions améliorées mais complètement fidèles » aux originaux. En 2015, Retroaction Entertainment lance une campagne Kickstarter intitulée Intellivision Gen2 dans le but de porter ces trois titres modernisés sur PC et Mac. Toutefois, l'objectif de financement du projet n'est pas atteint. 
En 2021, la cartouche Intellivision Collection 1 porte douze titres de l'Intellivision, dont Shark! Shark!, sur les consoles Evercade.
Une version « repensée » de Shark! Shark! est d'abord annoncée en 2018 sur la future console Amico, comme faisant partie des jeux inclus dans la console. Après le report du lancement de la console, elle est finalement publiée sous forme de jeu pour téléphone mobile Android dans l'environnement Amico Home fin 2023.
Le 28 septembre 2023, des portages de cette version Amico, réalisés par BBG Entertainment, sortent sur PC, Xbox, Nintendo Switch et Apple Mac.